# تپه ملیان
تپه ملیان مربوط به دوره عیلامیان است و در شهرستان سپیدان، بخش بیضا ـ روستای ملیان واقع شده و این اثر در تاریخ ۲۴ اسفند ۱۳۵۳ با شمارهٔ ثبت ۱۰۴۶ به‌عنوان یکی از آثار ملی ایران به ثبت رسیده است.